# Hôtel Pons-des-Ollières
Pour les articles homonymes, voir Ollières (homonymie).
L'hôtel Pons-des-Ollières est un monument situé dans la ville du Puy-en-Velay dans le département de la Haute-Loire.

## Histoire
L'ancien hôtel Pons-des-Ollières est inscrit au titre des monuments historiques par arrêté du 16 septembre 1949.